# Ambrassamlingen
Ambrassamlingen var en förr på slottet Ambras vid Innsbruck förvarad och huvudsakligen av ärkehertig Ferdinand av Tyrolen vid 1500-talets slut sammanförd samling av vapen, böcker, handskrifter, konst- och konsthantverksföremål, porträtt med mera. Biblioteket kom genom Maria Teresia av Österrike till Innsbrucks universitet, en samling sällsynta tryck och manuskript till hovbiblioteket och mynten till myntkabinettet. Huvuddelen av Ambrassamlingen, som utgjordes av vapen, överflyttades 1806 till Wien, där de utgör den värdefullaste delen av rustkammaren i Hofmuseum. De på slottet Ambras av ståthållaren i Tyrolen ärkehertig Karl Ludvig på nytt samlade konstsakerna blev 1880–1882 kompletterade med föremål ur Wien-samlingen och bildade ett eget litet museum på slottet.